# Ozero Kroman
Ozero Kroman (ryska: Озеро Кромань) är en sjö i Belarus.   Den ligger i voblasten Minsks voblast, i den centrala delen av landet, 80 km väster om huvudstaden Minsk. Ozero Kroman ligger 133 meter över havet. Arean är 0,72 kvadratkilometer. Den sträcker sig 1,1 kilometer i nord-sydlig riktning, och 1,0 kilometer i öst-västlig riktning.
I omgivningarna runt Ozero Kroman växer i huvudsak blandskog. Runt Ozero Kroman är det ganska glesbefolkat, med 28 invånare per kvadratkilometer.